# Patricia Morrow
Patricia Morrow (Los Angeles, 17 februari 1944) is een Amerikaans actrice en voormalige kindster.
Morrow begon haar carrière op 9-jarige leeftijd in 1953, met een rol in de serie I Led 3 Lives. Na kleine rollen in films als Ma and Pa Kettle at Home (1954) en Artists and Models (1955), werd Morrow een bekend gezicht bij The Mickey Mouse Club.
Na rollen in The Bad Seed (1956) en The Wrong Man (1956), deed Morrow voornamelijk gastrollen in televisieseries. In 1965 kreeg ze een vaste rol in de soapserie Peyton Place. Ze bleef de rol van Rita Jacks spelen tot de laatste aflevering in 1969.
In 1985 nam ze opnieuw die rol op zich voor de televisiefilm Peyton Place: The Next Generation. Dit is haar laatste televisieverschijning tot op het heden.
- Library of Congress Control Number: no2006096492
- SNAC: w65z84rk
- Virtual International Authority File: 73614772
- WorldCat: E39PBJv8GmJHwG9ty8d8JPCPcP